# Zdenko Gáj
Zdenko Gáj (* 14. listopadu 1950, Poprad) je bývalý československý hokejový brankář.

## Hokejová kariéra
V československé lize chytal za TJ Gottwaldov. Odchytal 1 ligovou sezónu, nastoupil ve 35 ligových utkáních. V nižších soutěžích chytal i za TJ Prostějov a TJ Meochema Přerov.

## Klubové statistiky
| 1977/1978 | TJ Prostějov       | 3. liga | -  | -    | -    |
| 1977/1978 | TJ Gottwaldov      | 2. liga | -  | -    | -    |
| 1978/1979 | TJ Gottwaldov      | 1. liga | 35 | 4,38 | 87,8 |
| 1979/1980 | TJ Gottwaldov      | 2. liga | -  | -    | -    |
| 1980/1981 | TJ Meochema Přerov | 2. liga | -  | -    | -    |
| 1981/1982 | TJ Meochema Přerov | 2. liga | -  | -    | -    |
| 1982/1983 | TJ Meochema Přerov | 2. liga | -  | -    | -    |
| 1983/1984 | TJ Meochema Přerov | 2. liga | -  | -    | -    |
| 1987/1988 | TJ Meochema Přerov | 3. liga | 20 | 3,51 | 87,5 |